# テストパターン (放送)

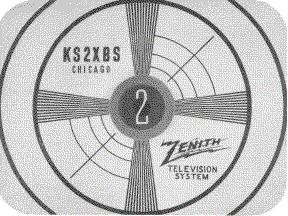
モノスコパターンの例

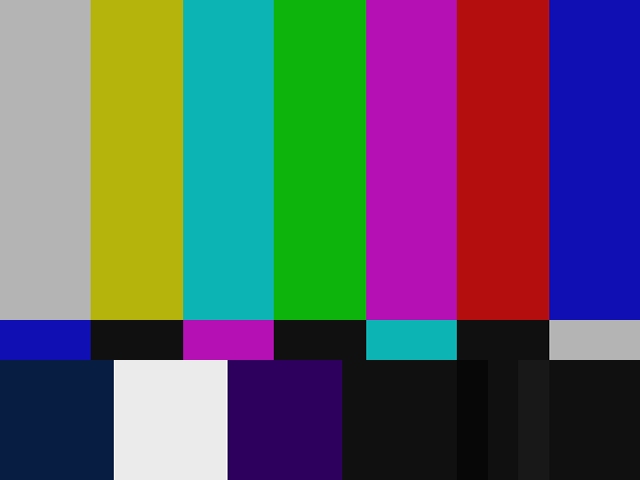
SMPTE-3形式のカラーバー（イメージ）

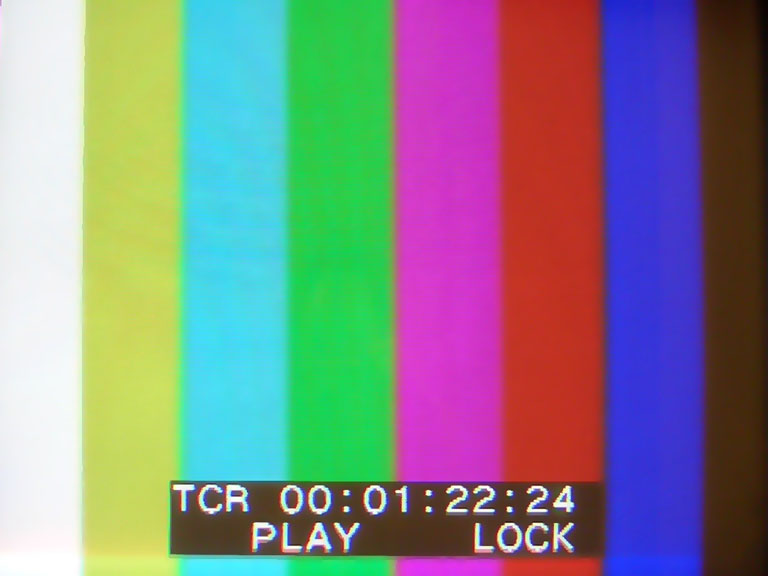
放送用VTRの試験用フルフィールドパターン画像

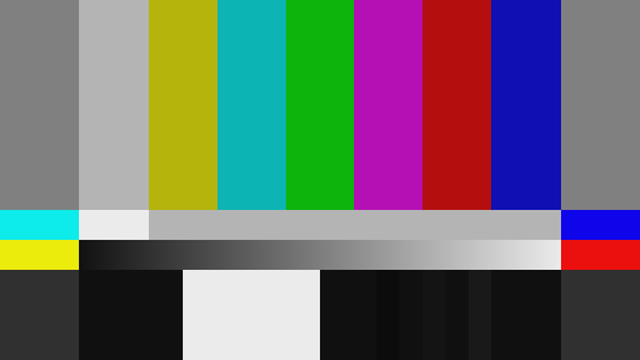
地上デジタルテレビ放送ARIBカラーバー

テストパターンとは、テレビ放送の休止時間帯に流れる試験電波放送のことをいう。試験用のパターン信号としてはカラーバー及びモノスコープ（モノスコ・英語: Monoscope）が使用される場合が多い。テストカードとも呼ばれる。

## 概要
テレビ放送では深夜から未明にかけての休止時間帯にカラーバー映像、モノスコと呼ばれるカメラ調整やテレビの画質調整用のテストパターン（蛇の目模様の同心円を中心に、上下左右に放射状に出ている線を撮影した映像。放送局名やチャンネル番号、コールサインが記載されていることも多い。パターンその物の大きさは非常に小さい）を映し出し、それに合わせる形で信号音（1kHzのテストトーン）やレコード音楽（後者は後述のように早朝の放送開始の数分前から流していた）を放送する。1990年代以降お天気カメラやCSテレビ放送（日テレNEWS24やTBSニュースバードなど）のフィラーをテストパターン代わりに放送されることが多くなった。
また、2000年代前半まで、北海道の道央圏（HBC・STV各局の札幌本社直轄地域）以外の地域で、NTT中継回線のテストパターン（117の時報音声あり）が流れていた。2000年代中盤、北海道内の民放各局が全域で24時間放送化以降、このテストパターンは放送休止のときしか見かけなくなり、やがて、中継回線を別の会社のものに切り替えてからは、NTT中継回線のテストパターンは流れなくなった。
テストパターンの放送時間帯は、テレビ放送黎明期から全日放送が実施されるまでは、朝（昼）の放送開始前30分程度と、朝（昼）の放送終了後夕方の放送再開までの時間帯（全部または一部）、そして（必ずではないが）放送終了後であった。全日放送開始後は早朝の放送開始前と放送終了後であったが、1990年代以降、お天気カメラの映像やフィラー映像を休止中に放送することも多くなった。終夜放送開始後は、機器点検のための放送中止を除いて、テストパターンが放送されることはない。
1970年代末まで、新聞のテレビ番組表に「テストパターン」と表記されることが多かったが、これはまだ家庭で受像機の調整が必要であったためであり、受信者向けサービスの一環でもあった。また、黎明期、昼間のテストパターンは街の電器店が、取り付け後の受像調整に利用することも多かった。また、街頭テレビの調整も昼のテストパターンを利用していた。
放送開始時は、「テストパターン→放送開始映像（各局独特のテーマ曲を伴うことが多い）およびコールサイン、周波数、出力、中継局などのアナウンスメント」の順で放送されることが多かったが、例外は少なくない。たとえば『テストパターンコンサート』と題して音声やテロップの曲名案内を添えて放送する局も存在した。また東京放送（現・TBSテレビ）や毎日放送では『こども音楽コンクール』の地区代表校の演奏をアナウンス紹介入りで放送していた。日本テレビでは、開局より1980年代までジャズ楽曲が使用されており、エアチェックしていた人もいた。MBSと朝日放送では1990年代初期に、カラーバー上に時計の映像を重ねて（ABCでは後にお天気カメラ映像上に時計の映像に変更、MBSでは一周1分のオリジナル曲を放送しながら）時刻アナウンスを放送していた。
また、NET（現・テレビ朝日）は1970年代まで、放送開始5分前まで白味のままで、5分前に短いオルゴールのシグナルと「これから受像機調整のためのテストパターンを放送します」というアナウンスとともに1kHzの信号が開始映像まで放送された。テレビ神奈川は1980年代まで「白味→テストパターン（無音）→開始映像（9:00-9:01）→再びテストパターン（音楽入り、9:01-9:35）→番組開始」という独特のフォーマットで開始していた。開始映像には、日本テレビ放送網の『鳩の休日』や、TBSテレビのガラス棒を使った映像、朝日放送の未来の都市を描いたイラストを使った映像、大阪テレビ放送の『オープニングメロディ』（スタジオでの日替わり生演奏番組）などがあげられるが、これらの多くは、テストパターン製作時に各局技術部が独自に製作したものである。ちなみにテレビ局で放送開始前の「受像機調整用」として放送されていたテストパターンは「SMPTE-1」形式の物が広く使われていたが1980年代の中盤から「SMPTE-3」形式のカラーバーが常用されるようになり、地上アナログ放送の停波・廃止までSMPTE-3形式のカラーバーが使用された。（※その当時でもテレビ朝日は「SMPTE-2」形式のカラーバーをテストパターンとして使用していた）
21世紀に入ってからは（NHK Eテレや一部地方局を例外として）終夜放送が固定化し、テストパターンを見る機会が減ったが、どの放送局も、機器点検のため深夜から未明に1時間から2時間ほど放送を休止し、この間にテストパターンを発射することがある。点検が定期化している場合は、必ず決まった曜日に見ることも可能である（TBSやABCなど）。また、放送大学では、毎朝放送開始前に見ることができる（地上波、BS、スカパー!とも）。
地上デジタル放送では、ARIBカラーバーが使われることがある（放送局によっては映像のフリーズの有無を確認するために、ARIBカラーバーを横・斜め方向に動かす場合もある）。
黎明期のテストパターンには、1934年のBBCテレビジョンが試験放送の頃使っていたモダンアート風の縦長タイプ（当時、「イコノビジョン」という縦長の放送形式も試験されていた）のものや、ただの○とその下に棒を一本書き添えただけのものがあった。また、ごく初期の機械式テレビ時代の録画映像を見ると、番組中何度もシーンの切り替わりの一瞬を利用して、調整用のパターン（十字模様のカード）が挿入されており、放送中にも細かい機器の調整が必要なほど、不安定な性能の器材を使用していたことがわかる。
なおクリアビジョン（EDTV NTSC方式）の導入が行われた1988年秋ごろと、地デジが3大都市圏で本放送を始める前の2003年夏ごろには、深夜の時間帯を使ってそれらの試験放送を行ったことがあり、それぞれ観光地の風景写真やモデル女性の表情などの静止画（映像情報メディア学会「ハイビジョン用画質評価用標準画像（ITEカラーテストチャート）」）数枚を入れ替わりで放送したことがあった